# Serie A2 2009-2010 (hockey su pista)
La Serie A2 2009-2010 è il torneo di secondo livello del campionato italiano di hockey su pista per la stagione 2021-2022. La competizione è iniziata il 17 ottobre 2009 e si è conclusa il 7 maggio 2010.
A vincere il torneo è stato il Prato 1954.

## Stagione

### Formula
Per la stagione 2009-2010 il campionato si svolse tra 12 squadre che si affrontarono in un girone unico, con partite di andata e ritorno. Al termine della stagione regolare le squadre classificate dal 1º posto all'8º posto disputarono i play-off promozione. Le squadre classificate dall'11º al 12º posto retrocedettero direttamente in serie B.

## Squadre partecipanti
| Club             | Stagione | Città                     | Impianto               | Stagione precedente |
| ---------------- | -------- | ------------------------- | ---------------------- | ------------------- |
| Amatori Vercelli | dettagli | Vercelli                  | PalaPregnolato         |                     |
| Follonica (B)    | dettagli | Follonica (GR)            | Pista Armeni           |                     |
| La Mela          | dettagli | Castelnuovo Rangone (MO)  | Palaroller             |                     |
| Matera           | dettagli | Matera                    | PalaTenda              |                     |
| Modena           | dettagli | Modena                    | PalaMolza              |                     |
| Montebello       | dettagli | Montebello Vicentino (VI) | Palazzetto dello sport |                     |
| Pordenone 2004   | dettagli | Pordenone                 | PalaMarrone            |                     |
| Prato 1954       | dettagli | Prato                     | PalaRogai              |                     |
| Roller 3000      | dettagli | Novara                    | Palasport Dal Lago     |                     |
| Roller Scandiano | dettagli | Scandiano (RE)            | PalaRegnani            |                     |
| Sandrigo         | dettagli | Sandrigo (VI)             | Palasport di Sandrigo  |                     |
| Thiene           | dettagli | Thiene (VI)               | PalaCeccato            |                     |

## Stagione regolare

### Classifica finale
|  | Pos. | Squadra          | Pt | G  | V  | N | P  | GF  | GS  | DR  |
|  | ---- | ---------------- | -- | -- | -- | - | -- | --- | --- | --- |
|  | 1.   | Montebello       | 52 | 22 | 17 | 1 | 4  | 87  | 74  | +13 |
|  | 2.   | Prato 1954       | 51 | 22 | 16 | 3 | 3  | 106 | 70  | +36 |
|  | 3.   | Thiene           | 51 | 22 | 17 | 0 | 5  | 101 | 68  | +33 |
|  | 4.   | Pordenone 2004   | 38 | 22 | 12 | 2 | 8  | 124 | 107 | +17 |
|  | 5.   | Follonica (B)    | 32 | 22 | 9  | 5 | 8  | 86  | 77  | +9  |
|  | 6.   | Roller 3000      | 28 | 22 | 9  | 1 | 12 | 80  | 86  | -6  |
|  | 7.   | Matera           | 25 | 22 | 6  | 7 | 9  | 99  | 105 | -6  |
|  | 8.   | Roller Scandiano | 22 | 22 | 6  | 4 | 12 | 81  | 102 | -21 |
|  | 9.   | La Mela          | 21 | 22 | 5  | 6 | 11 | 84  | 98  | -14 |
|  | 10.  | Modena           | 21 | 22 | 6  | 3 | 13 | 68  | 83  | -15 |
|  | 11.  | Amatori Vercelli | 18 | 22 | 4  | 6 | 12 | 77  | 90  | -13 |
|  | 12.  | Sandrigo         | 17 | 22 | 5  | 2 | 15 | 75  | 108 | -33 |

Legenda:
  Partecipa ai play-off promozione.
      Promosse in Serie A1 2010-2011.
      Retrocesse in Serie B 2010-2011.
Note:
Tre punti a vittoria, uno per il pareggio, zero a sconfitta.
Il Prato 1954 prevale sul Thiene in virtù della miglior differenza reti generale.
Il La Mela prevale sul Modena in virtù della miglior differenza reti generale.

## Play-off promozione

### Tabellone
|  | Quarti di finale | Quarti di finale | Quarti di finale | Quarti di finale | Quarti di finale |  |  | Semifinali | Semifinali     | Semifinali     | Semifinali | Semifinali |  |  | Finale | Finale         | Finale |  |
|  |                  |                  |                  |                  |                  |  |  |            |                |                |            |            |  |  |        |                |        |  |
|  | 1                | Montebello       | Montebello       | 5                | 7                |  |  |            |                |                |            |            |  |  |        |                |        |  |
|  | 8                | Roller Scandiano | Roller Scandiano | 1                | 6                |  |  | 1          | Montebello     | Montebello     | 6          | 6          |  |  |        |                |        |  |
|  | 4                | Pordenone 2004   | Pordenone 2004   | Pordenone 2004   | Pordenone 2004   |  |  | 4          | Pordenone 2004 | Pordenone 2004 | 9          | 7          |  |  |        |                |        |  |
|  | 5                | Follonica (B)    | Follonica (B)    | Follonica (B)    | Follonica (B)    |  |  |            |                |                |            |            |  |  | 4      | Pordenone 2004 | 3      |  |
|  | 2                | Prato 1954       | 5                | 2                | 7                |  |  |            |                | 2              | Prato 1954 | 5          |  |  |        |                |        |  |
|  | 7                | Matera           | 4                | 3                | 2                |  |  | 2          | Prato 1954     | Prato 1954     | 8          | 3          |  |  |        |                |        |  |
|  | 3                | Thiene           | Thiene           | 2                | 1                |  |  | 6          | Roller 3000    | Roller 3000    | 7          | 1          |  |  |        |                |        |  |
|  | 6                | Roller 3000      | Roller 3000      | 4                | 2                |  |  |            |                |                |            |            |  |  |        |                |        |  |